# جيف باركلي
جيف باركلي (بالإنجليزية: Jeff Barkley)‏ هو لاعب كرة قاعدة أمريكي، ولد في 21 نوفمبر 1959 في هيكري في الولايات المتحدة.

## وصلات خارجية
- جيف باركلي على موقعبيزبول رفرنس.كوم (الدوري الرئيسي) (الإنجليزية)
- جيف باركلي على موقعبيزبول رفرنس.كوم (الدوري الثانوي) (الإنجليزية)